# Maoño
Maoño es una localidad ubicada en el extremo sur del municipio cántabro de Santa Cruz de Bezana. Dista 3 kilómetros de la capital municipal. Tiene una altitud de 90 m s. n. m. Su población en el año 2018 era de 673 habitantes. Colinda con Azoños, Escobedo, Arce y Boo de Piélagos.
Sus calles principales son Avenida Eduardo Fernández ,Avenida Juan de Herrera, Calle San Vicente y Calle la Jaya.
Dispone de conexiones cercanas a la autovía A-67 a través de la nacional N-611, la cual discurre en parte por el pueblo.
Sus dos iglesias son la de San Vicente Mártir y la ermita de San Mateo.
La arquitectura predominante en Maoño son casas unifamiliares moderadamente modernas, aunque también podemos encontrar numerosos ejemplos de  casona montañesa, de gran valor arquitectónico: Casona de los Molleda del siglo XVII, Casona de los Torre-Tagle de 1765, Casa de los Portilla del siglo XVIII.
En el pueblo de Maoño podemos encontrar dos centros de ocio, el primero en el entorno del parque de la Jaya, el cual además dispone de pista polideportiva, campo de fútbol y parque infantil y el segundo en el Alto de San Mateo, el cual además cuenta con la escuela de música municipal.
En lo referente a la orografía, podemos destacar que es bastante irregular, hasta alcanzar la máxima cota del municipio con unos 200 m s. n. m., en el llamado alto de la Gigüela, en el cual encontramos un mirador, donde podemos observar desde la Bahía de Santander hasta los Picos de Europa, llegando a través de una ruta señalizada que parte desde el parque de la Jaya.
En cuanto a sus fiestas nos encontramos con tres, San Vicente mártir el 22 de enero, "La fiesta del agua" que se celebra el último fin de semana de agosto y que celebra la llegada del agua al pueblo y "Las fiestas de San Mateo", celebradas cada 21 de septiembre en el Alto de San Mateo.